# Cristian Terheș
Cristian-Vasile Terheș (Zalău, 4 dicembre 1978) è un politico romeno.
Formatosi in teologia, prima di entrare in politica è stato sacerdote della Chiesa greco-cattolica rumena.
Nel 2019 è stato eletto europarlamentare nelle liste del Partito Social Democratico, che ha poi lasciato per entrare nel Partito Nazionale Contadino Cristiano Democratico. Nel 2024 ha conseguito la rielezione, candidandosi come rappresentante di una coalizione composta da Alleanza per l'Unione dei Romeni e Partito Nazionale Conservatore Romeno, di cui è presidente dal 2023.

## Biografia

### Formazione e carriera
Nato a Zalău, ha studiato teologia all'Università Babeș-Bolyai di Cluj-Napoca ed è stato ordinato sacerdote dalla Chiesa greco-cattolica rumena a Oradea. È emigrato negli Stati Uniti d'America all'inizio degli anni 2000 e nel 2006 è divenuto prete e amministratore della comunità greco-cattolica rumena "San Giovanni Battista" di Tustin, in California. Oltreoceano ha studiato giornalismo al Fullerton college e comunicazione al Santiago Canyon college di Orange (California). Ha ottenuto un master in comunicazione nel 2002.
È inoltre stato presidente della ONG "Coalizione dei rumeni negli Stati Uniti".
Ha affiancato alla missione sacerdotale la professione di analista e programmatore.

### Opinionista politico
Nel 2012 ha scritto al Congresso degli Stati Uniti, manifestando le proprie preoccupazioni sul conflitto istituzionale in atto tra il presidente della Romania Traian Băsescu e il governo. Nel 2014 si è apertamente schierato contro il presidente del Partito Social Democratico (PSD), Victor Ponta, impegnato nelle elezioni presidenziali di quell'anno.
Fino al 2014 si è distinto per commenti in cui chiedeva azioni radicali contro la corruzione, per poi assumere una posizione più blanda e criticare gli eccessi della giustizia sul mondo politico.
A partire dal 2016 è stato spesso invitato come opinionista da varie emittenti rumene quali Antena 3 e România TV, intervenendo su diverse questioni riguardanti la vita politica del paese natio.
Nel 2018 si è dichiarato a favore del «sì» al referendum costituzionale per rendere illegali i matrimoni tra persone dello stesso sesso e ha affermato che un eventuale voto negativo avrebbe condotto a una più violenta «agenda omosessuale» in Romania.

### Europarlamentare

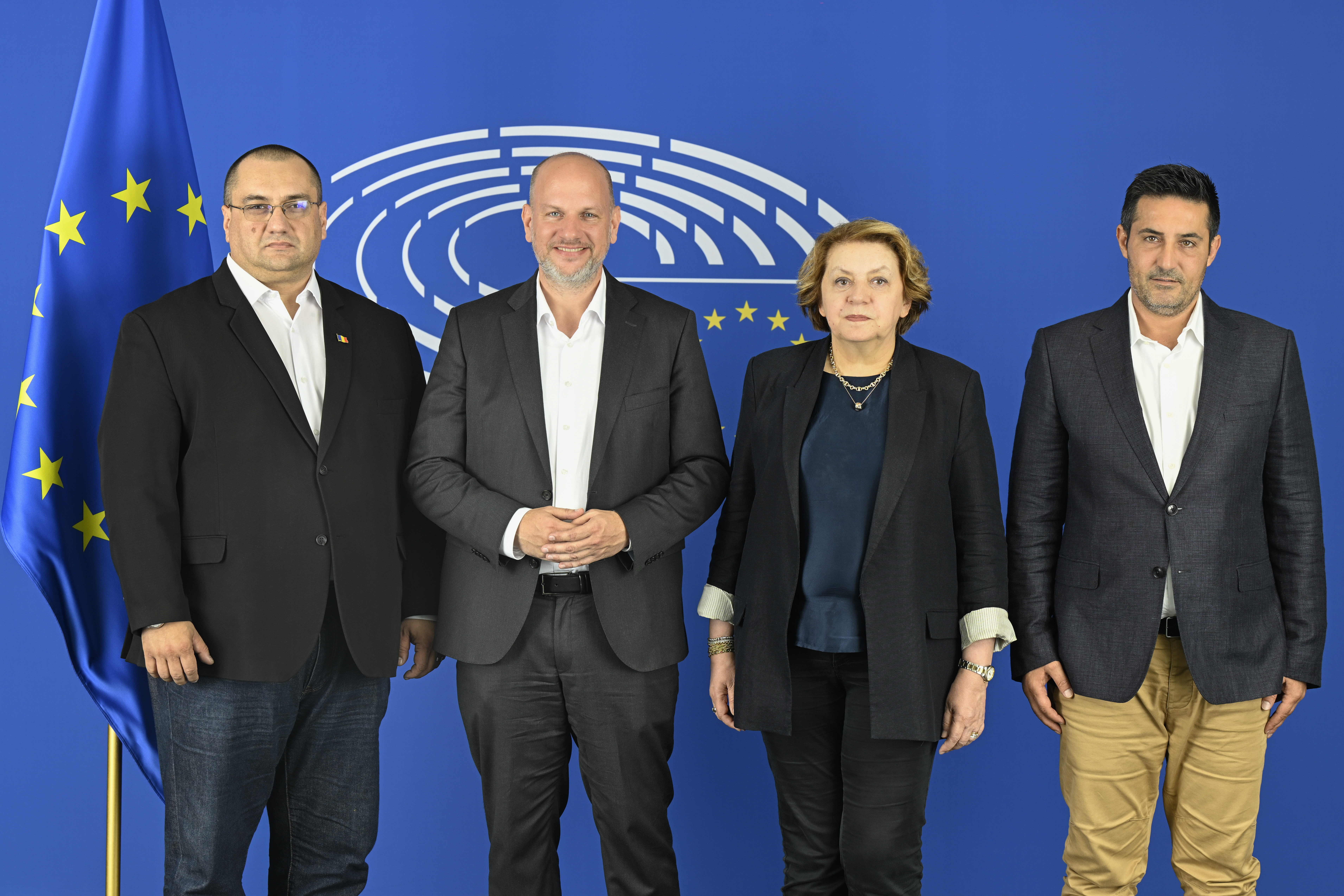
Cristian Terheș (primo da sinistra) con il presidente Niclas Herbst e i vicepresidenti della commissione per il controllo dei bilanci del Parlamento europeo Caterina Chinnici e Claudiu Manda, nel luglio 2024.

Nel 2019 il Partito Nazionale Contadino Cristiano Democratico (PNȚCD), che aveva siglato un accordo di collaborazione con il PSD, ha raccomandato Terheș quale candidato alle elezioni europee. Sulla base del patto, il 25 marzo 2019 è quindi stato inserito nella quarta posizione della lista del PSD. Il giorno successivo è stato sospeso dalla funzione sacerdotale da parte della diocesi di Oradea, per via del divieto posto ai preti di implicarsi nella vita politica.
Al voto del 26 maggio 2019 è stato uno degli otto eurodeputati eletti del PSD. Nel maggio 2020 ha però abbandonato il PSD e si è iscritto al PNȚCD, passando contestualmente al Gruppo dei Conservatori e dei Riformisti Europei (diventando membro del suo ufficio di presidenza) e al Movimento Politico Cristiano Europeo.
I suoi discorsi dagli scranni del parlamento di Strasburgo sono stati caratterizzati da prese di posizione contro l'aborto, i vaccini e l'identità di genere. Nel contesto della pandemia di COVID-19 ha condannato la Commissione von der Leyen per la mancanza di trasparenza nelle negoziazioni per l'acquisto dei vaccini e si è ripetutamente opposto ai lockdown imposti dalle autorità nazionali.
Nel novembre 2020 si è rivolto alla Corte europea dei diritti dell'uomo, invocando la violazione del diritto alla libertà e alla sicurezza, in relazione alle misure messe in atto dal governo rumeno per fronteggiare la pandemia. Il suo appello è stato respinto nel maggio 2021. Nel settembre 2021 ha dichiarato in aula che i vaccini sperimentali contro il coronavirus non erano sicuri. Nel dicembre 2021 è stato multato perché ha rifiutato di presentare il green pass all'accesso al parlamento europeo.
In un intervento del febbraio 2022 ha criticato il primo ministro canadese Justin Trudeau per la sua opposizione alle proteste contro le misure anti-covid (il Convoglio della libertà), paragonandolo a Nicolae Ceaușescu. Nell'agosto 2023 ha accusato l'Unione europea di voler istituire un ministero della verità di tipo orwelliano per combattere le fake news.
Nel maggio 2023 nel corso di un dibattito parlamentare sui diritti delle donne ha definito le transessuali come «pervertite di sesso maschile», dichiarazione per la quale tre eurodeputati hanno chiesto alla presidente del parlamento europeo, Roberta Metsola, l'avvio di un'inchiesta interna per l'utilizzo di un linguaggio offensivo.
Dopo il dicembre 2022, in seguito al rifiuto di Austria e Paesi Bassi di ammettere Romania e Bulgaria nell'area Schengen, ha accusato le autorità di Vienna e Amsterdam di sfruttare il loro diritto di veto per derubare la Romania delle sue risorse naturali. Terheș ha continuato a criticare l'Unione europea e le organizzazioni internazionali, lamentando un tradimento all'indirizzo degli interessi nazionali della Romania di fronte ai grandi poteri economici.
A livello istituzionale è stato vicepresidente della delegazione all'Assemblea parlamentare Euronest (settembre 2019-maggio 2020) e membro della commissione per i trasporti e il turismo (luglio 2019-febbraio 2020), della commissione per le petizioni (titolare nel periodo luglio 2019-maggio 2020 e sostituto in quello maggio 2020-luglio 2024), della commissione per le libertà civili, la giustizia e gli affari interni (titolare nel periodo febbraio-maggio 2020 e sostituto in quelli luglio 2019-febbraio 2020 e maggio 2020-luglio 2024), della commissione per i problemi economici e monetari (maggio 2020-luglio 2021), della commissione per l'occupazione e gli affari sociali (luglio 2021-aprile 2023) e della commissione per il controllo dei bilanci (aprile 2023-luglio 2024). È stato inoltre membro sostituto della commissione speciale sulla pandemia di COVID-19.

### Presidente del PNCR

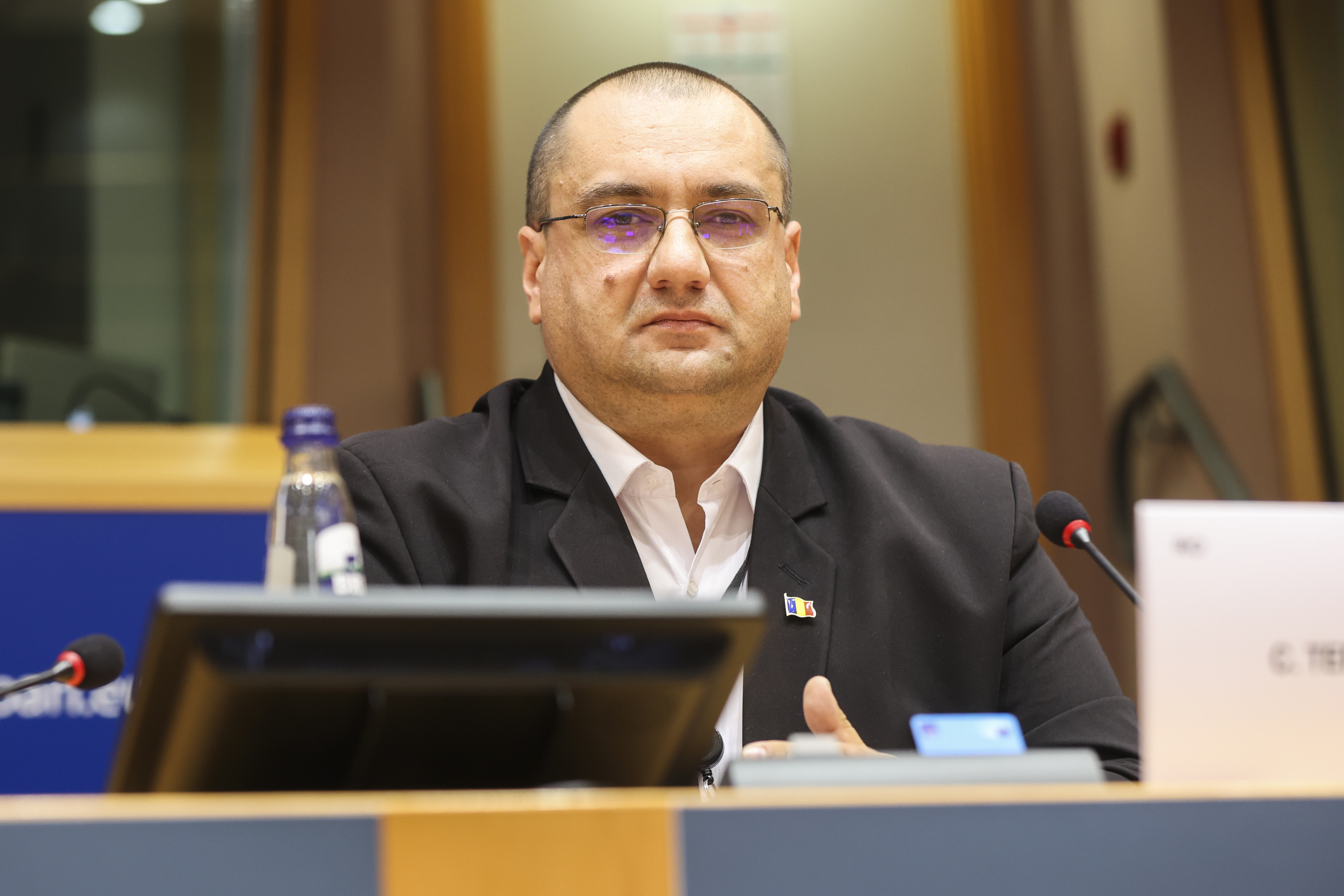
Cristian Terheș nel 2024.

Da membro del PNȚCD nel 2022 è entrato in contrasto con il suo presidente Aurelian Pavelescu a causa di divergenze sulla gestione contabile e finanziaria del partito. Pavelescu ha accusato il rivale di non aver mai versato la quota di iscrizione e ne ha annunciato l'espulsione, oltre a denunciarlo per diffamazione, mentre Terheș lo ha biasimato per un'amministrazione poco chiara e dannosa per i beni e le casse del PNȚCD.
Nel luglio 2023 Terheș è stato inserito in una lista preliminare di candidati da presentare alle elezioni europee del 2024, resa pubblica dal presidente dell'Alleanza per l'Unione dei Romeni (AUR), George Simion.
Dopo lunghe tensioni con la sua dirigenza, il 30 novembre 2023 Terheș si è dimesso dal PNȚCD. Il 1º dicembre 2023 si è iscritto al Partito Nazionale Conservatore Romeno (PNCR) e ne è stato nominato presidente il successivo 10 dicembre. Alcuni giorni dopo è stato indicato quale capolista di una coalizione sovranista composta da AUR, PNCR e altri partiti minori. Alle elezioni del 9 giugno 2024 l'alleanza ha ottenuto sei seggi e Terheș ha conseguito la rielezione al parlamento europeo.
Nel nuovo mandato è stato vicepresidente della commissione per il controllo dei bilanci e membro della commissione per gli affari esteri e della commissione speciale sullo scudo europeo per la democrazia, oltre che sostituto nella commissione per le petizioni.
Il PNCR ha deciso di non rinnovare la coalizione con l'AUR per le successive tornate elettorali, mentre Terheș ha preso la decisione di candidarsi alle elezioni presidenziali del 2024. Al voto del 24 novembre ha ottenuto l'1% delle preferenze. Ha poi presentato un esposto alla Corte costituzionale contro il candidato dell'Unione Salvate la Romania, Elena Lasconi, ritenuta colpevole di aver violato le norme sul silenzio elettorale prima della chiusura delle urne nelle sezioni estere. I giudici hanno quindi disposto il riconteggio di tutte le schede. Le elezioni sono state successivamente annullate per presunte ingerenze da parte di stati stranieri.
Si è candidato nuovamente alle elezioni presidenziali del 2025.